# Liste der Stolpersteine in Adendorf
Die Liste der Stolpersteine in Adendorf enthält alle Stolpersteine, die im Rahmen des gleichnamigen Projekts von Gunter Demnig in Adendorf verlegt wurden. Mit ihnen soll an Opfer des Nationalsozialismus erinnert werden, die in Adendorf lebten und wirkten.
Das Projekt in Adendorf wurde im Schuljahr 2011/2012 durch den Politikkursus „Sinti und Roma“ der Oberschule am Katzenberg angestoßen. Der erste Stein wurde am 10. Oktober 2012 verlegt.
Am 3. Oktober 2014 wurde vor dem Rathaus der 2. Stein verlegt.

## Liste der Stolpersteine
| Bild                              | Name und Inschrift | Adresse         | Verlegedatum  | sonstige Informationen |
| --------------------------------- | --- | --------------- | ------------- | ---------------------- |
| Stolperstein für Wolfgang Mirosch | Hier lernte Wolfgang Mirosch Jg. 1935 deportiert 1943 'Zigeunerlager' Auschwitz tot 9.11.1943 verhungert                                | Dorfstraße 58 · | 10. Okt. 2012 |                        |
| Stolperstein für Wilhelm Wiese    | Im Köhlerweg 2 wohnte und arbeitete Bürgermeister Wilhelm Wiese Jg. 1891 verhaftet 1944 'Aktion Gewitter' Neuengamme ermordet 17.3.1945 | Rathausplatz ·  | 3. Okt. 2014  |                        |